# Lista de episódios de Jelly Jamm
Este artigo mostra todos os episódios de Jelly Jamm, mas no canal oficial do YouTube em Português, eles continuam em exibição. 
Nota: Teve 78 episódios pois o episódio "De Mãos Dadas" foi dividido em duas partes.
Nota: A Terceira Temporada ainda não foi confirmada.

## Descrição Geral
| Temporada | Temporada | Episódios | Estreia                 | Final                  | Emissão Original |
| --------- | --------- | --------- | ----------------------- | ---------------------- | ---------------- |
|           | 1         | 52        | 5 de Setembro de 2011   | 23 de Novembro de 2012 | 2011 - 2012      |
|           | 2         | 26        | 25 de Fevereiro de 2013 | 16 de Janeiro de 2014  | 2013-2014        |

## Episódios
| Temporada | Numero do Episodio | Titulo Original             | Título em Português                                                            |
| --------- | ------------------ | --------------------------- | ------------------------------------------------------------------------------ |
| 1         | 1                  | The Instant Gardener        | O Jardineiro Instantâneo                                                       |
| 1         | 2                  | Mina's Party                | A Festa da Mina                                                                |
| 1         | 3                  | Mamma Mina                  | Mama Mina                                                                      |
| 1         | 4                  | Promises, Promises          | Promessas, Promessas                                                           |
| 1         | 5                  | Super Jelly League          | Superliga Jelly Jamm (Discovery Kids) A Superliga Jelly (TV Aparecida)         |
| 1         | 6                  | Best Friends Forever        | Melhores Amigos Para Sempre (Discovery Kids) Amigos Para Sempre (TV Aparecida) |
| 1         | 7                  | I Want That Too             | Eu Quero Esse Também                                                           |
| 1         | 8                  | Rita Adopts A Dodo          | Rita Adota Um Dodo                                                             |
| 1         | 9                  | The Jelly Must Flow         | Onde Está a Musica?                                                            |
| 1         | 10                 | Flower Fear                 | Medo De Flores                                                                 |
| 1         | 11                 | Radio Goomo                 | Radio Goomo                                                                    |
| 1         | 12                 | Royal Roommate              | Dormindo Com Um Medroso                                                        |
| 1         | 13                 | Tree Mystery                | O Mistério Das Arvores                                                         |
| 1         | 14                 | Inventor Bello              | O Inventor                                                                     |
| 1         | 15                 | Sound Detective             | O Detetive Dos Sons                                                            |
| 1         | 16                 | Rita Loses Princess         | Rita Perde A Princesa                                                          |
| 1         | 17                 | Queen Rita                  | Rainha Rita                                                                    |
| 1         | 18                 | Scary Stories               | Histórias Assustadoras (Discovery Kids) História de Terror (TV Aparecida)      |
| 1         | 19                 | Flying Lies                 | Mentira Voadora                                                                |
| 1         | 20                 | Mina's Swing                | O Balanço Da Mina                                                              |
| 1         | 21                 | Apprentice Bello            | O Aprendiz                                                                     |
| 1         | 22                 | Cheating Bracelets          | Pulseiras Trapaceiras                                                          |
| 1         | 23                 | Operation Save Jammbo       | Operação Salve Jammbo                                                          |
| 1         | 24                 | Experiments In Invisibility | Experimentos Com Invisibilidade                                                |
| 1         | 25                 | Musical Aurora              | Aurora Musical                                                                 |
| 1         | 26                 | Haunted Castle              | Castelo Assombrado                                                             |
| 1         | 27                 | Inner Space                 | A Grande Caixa                                                                 |
| 1         | 28                 | Queen's Birthday            | O Aniversario Da Rainha                                                        |
| 1         | 29                 | My Little Queen             | Minha Pequena Rainha                                                           |
| 1         | 30                 | Goomo's Birthday            | A Festa Surpresa                                                               |
| 1         | 31                 | Jammbo's Many Worlds        | A Melhor Aventura                                                              |
| 1         | 32                 | Great Student               | A Formula De Rita                                                              |
| 1         | 33                 | Unexpected Pianist          | O Pianista                                                                     |
| 1         | 34                 | Ultravision                 | O Super-Herói                                                                  |
| 1         | 35                 | One Note Universe           | Um Mundo Cor-De-rosa                                                           |
| 1         | 36                 | Wild Nature                 | Natureza Selvagem                                                              |
| 1         | 37                 | Soundgatchers               | O Apanhador De Sons                                                            |
| 1         | 38                 | One-Eyed Bello              | Bello De Um Olho Só                                                            |
| 1         | 39                 | Goomo's Race                | O Tesouro (Discovery Kids) A Corrida de Goomo (TV Aparecida)                   |
| 1         | 40                 | Agent Mina                  | Agente Mina                                                                    |
| 1         | 41                 | Color Of Fun                | A Cor Da Diversão                                                              |
| 1         | 42                 | Flying Bathtub              | A Banheira Voadora                                                             |
| 1         | 43                 | Silent Sheriff              | O Xerife Silencioso                                                            |
| 1         | 44                 | Back-Up                     | As Costas Do Rei                                                               |
| 1         | 45                 | Rhythm Judge                | O Concurso De Dança                                                            |
| 1         | 46                 | Royal Frame                 | Moldura Real                                                                   |
| 1         | 47                 | White Dodo                  | O Dodo Branco                                                                  |
| 1         | 48                 | Questions,Questions         | Perguntas,Perguntas                                                            |
| 1         | 49                 | Super Speed                 | Super Velocidade                                                               |
| 1         | 50                 | Look At Me                  | Olhem Pra Mim                                                                  |
| 1         | 51                 | Game Surprise               | Jogo Surpresa                                                                  |
| 1         | 52                 | Jammbo's Rhythm             | No Ritmo De Jammbo                                                             |
| 2         | 53                 | King's Clones               | Os Clones Do Rei                                                               |
| 2         | 54                 | Grandpa Dodo                | Vovô Dodo                                                                      |
| 2         | 55                 | A Day At The Races          | Dia De Corrida                                                                 |
| 2         | 56                 | White Trainers              | Tênis Branco                                                                   |
| 2         | 57                 | Lost Dodo                   | O Dodo Perdido                                                                 |
| 2         | 58                 | Dodo Butterfly              | A Dodoleta                                                                     |
| 2         | 59                 | The Story                   | A História                                                                     |
| 2         | 60                 | Home Flying Home            | Lar Voador                                                                     |
| 2         | 61                 | The Man That Could Be King  | O Homem Que Podia Ser Rei                                                      |
| 2         | 62                 | Monster Of Boredon          | O Monstro Do Tedio                                                             |
| 2         | 63                 | The Gift is The Gift        | O Presente é o Presente                                                        |
| 2         | 64                 | Double Bello                | A Cópia do Bello                                                               |
| 2         | 65                 | The Fall Of Jammboman       | Superamigos                                                                    |
| 2         | 66                 | Professor Goomo             | O Inteligente                                                                  |
| 2         | 67                 | Princess Smile              | O Sorriso Da Princesa                                                          |
| 2         | 68                 | The Sticker                 | O Adesivo                                                                      |
| 2         | 69                 | Assistant Grandpa           | Vovô Ajudante                                                                  |
| 2         | 70                 | The Plant                   | A Planta                                                                       |
| 2         | 71                 | Repetition Repetition       | Jogo Da Repetição                                                              |
| 2         | 72                 | Perfect Toy                 | O Brinquedo Perfeito                                                           |
| 2         | 73                 | The Camping Trip            | O Acampamento                                                                  |
| 2         | 74                 | Choose Me                   | O Time                                                                         |
| 2         | 75                 | My Turn                     | Minha Vez                                                                      |
| 2         | 76                 | Jammbo TV                   | Jammbo TV                                                                      |
| 2         | 77-78 (Final)      | Holding Hands               | De Mãos Dadas                                                                  |